# Rajapur (Maharashtra)
Rajapur è una città dell'India di 10.499 abitanti, situata nel distretto di Ratnagiri, nello stato federato del Maharashtra. In base al numero di abitanti la città rientra nella classe IV (da 10.000 a 19.999 persone).

## Geografia fisica
La città è situata a 16° 40' 50 N e 73° 30' 43 E.

## Società

### Evoluzione demografica
Al censimento del 2001 la popolazione di Rajapur assommava a 10.499 persone, delle quali 5.230 maschi e 5.269 femmine. I bambini di età inferiore o uguale ai sei anni assommavano a 1.275, dei quali 678 maschi e 597 femmine. Infine, coloro che erano in grado di saper almeno leggere e scrivere erano 8.201, dei quali 4.296 maschi e 3.905 femmine.